# 서유구
서유구(徐有榘, 1764년~1845년)는 조선 후기의 실학자이자 농정가(農政家), 저술가이다. 본관은 대구, 자는 준평(準平), 호는 풍석(楓石), 시호는 문간(文簡)이다. 서명응(徐命膺)의 손자이자, 이조판서를 지낸 서호수의 친아들이지만 숙부 서철수(徐澈修)에게 입양되었다. 친외조부는 대사헌(大司憲)이었던 충정공(忠正公) 이이장(李彜章)이고 양외조부는 김덕균(金德均)이다.

## 생애
1790년(정조 14) 초계문신(抄啓文臣)으로 문과에 급제하여 1792년 대교(待敎)·검열을 지냈으며, 1797년 왕명에 따라 《향례합편(鄕禮合編)》을 편집했다. 1806년 관직에서 물러나 18년간 힘들게 농촌살이를 하다가 순조 때 관직에 복귀하였다. 의주 부윤·대사성·강화부 유수·공조·형조·예조·호조 판서·대사헌을 거쳐 1838년(헌종 4) 다시 대사헌, 이어 상호군·이조·병조 판서·우참찬·좌참찬·대제학 등 중앙 요직을 역임했다.
실학에 조예가 깊었으며, 백가서(百家書)에 통달하여 문명이 높았다. 1834년 호남 순찰사로 노령 남북을 돌아보던 중 기근을 겪고 있는 백성들의 궁핍을 목격하고 나서, 일본에 가는 통신사 편에 부탁하여 고구마 종자를 구입하여 각 고을에 나누어 주어 재배를 장려하고, 《종저보》 혹은 《경계책》 등 농정에 대한 경론 및 상소문을 써서 영농법(營農法)의 개혁을 누차 역설했다.
1800년 정조가 승하한 후 서유구는 숙부인 서형수가 동기 김달순의 역모 사건에 연루돼 정계에서 축출당하자 1806년 스스로 벼슬에서 물러나 고향땅으로 돌아갔다. 초야에 묻혀 지낸 18년 동안 몸소 농사를 지으며 홍만선의 《산림경제》를 토대로 《임원경제십육지》를 저술했다. 조선과 중국의 각종 문헌 892권을 참조하여 30년 이상의 시간을 들여 오직 아들 서우보(徐宇輔)의 도움을 받아가며 편찬 작업을 벌였다. 서유구는 환갑이 되어 다시 관직에 복귀해 전라 관찰사와 중앙의 요직을 두루 역임했다.
벼슬 길에서 물러난 후 그동안 모으고 다듬고 덧붙인 방대한 분량의 《임원경제지(林園經濟志)》를 완성했으나 재정상의 어려움으로 출판까지 하지는 못했다. 그는 경기도 남양주 두릉에서 82세의 일기로 시봉하던 시사가 연주하는 거문고 소리를 들으며 눈을 감았다고 한다.

## 임원경제지
이 책은 양반의 농촌생활과 농업을 주 내용으로 한 113권에 달하는 2만8천 항목 252만자 분량의 방대한 백과사전이다. 아래와 같은 16부문으로 나뉘어 있으며, 각종 그림 설명과 도보(圖譜), 전국의 시장 날짜까지 수록하고 있다.
1. 본리지 (本利志) 권1~13 (13권): 농사 일반에 관한 사항을 다루면서 전제(田制), 수리(水利), 토양지질, 농업지리와 농업기상, 농지개간과 경작법, 비료와 종자의 선택, 종자의 저장과 파종, 각종 곡물의 재배와 그 명칭의 고증, 곡물에 대한 재해와 그 예방, 농가월령(農家月令), 농기도보(農器圖譜), 관개도보(灌漑圖譜) 등에 걸쳐 서술했다.
2. 관휴지 (灌畦志) 권14~17 (4권): 식용식물과 약용식물을 다루면서 각종 산나물과 해초·소채·약초 등에 대한 명칭의 고증, 파종시기와 종류 및 재배법 등을 설명하였다.
3. 예원지 (藝畹志) 권18~22 (5권): 화훼류의 일반적 재배법과 50여 종의 화훼 명칭의 고증, 토양, 재배시기, 재배법 등에 대하여 풀이하였다.
4. 만학지 (晩學志) 권23~27 (5권): 31종의 과일류, 15종의 과류(瓜類), 25종의 목류(木類), 그 밖의 초목 잡류에 이르기까지 그 품종과 재배법 및 벌목수장법 등을 설명하였다.
5. 전공지 (展功志) 권28~32 (5권): 뽕나무 재배를 비롯한 비단과 무명 옷감과 직조 및 염색 등 피복재료학에 관한 논저이다.
6. 위선지 (魏鮮志) 권33~36 (4권): 여러 가지 자연현상을 보고 기상을 예측하는 이른바 점후적(占候的) 농업기상과 그와 관련된 점성적인 천문관측을 논하였다.
7. 전어지 (佃漁志) 권37~40 (4권): 가축과 야생동물 및 어류를 다룬 논저로서, 가축의 사육과 질병치료, 여러 가지 사냥법, 그리고 고기를 잡는 여러 가지 방법과 어구(漁具)에 관하여 설명하였다.
8. 정조지 (鼎俎志) 권41~47 (7권): 식감촬요(食鑑撮要)는 각종 식품에 대한 주목할 만한 의약학적 논저와, 영양식으로 각종 음식과 조미료 및 술 등을 만드는 여러 가지 방법을 과학적으로 설명하였다.[3]
9. 섬용지 (贍用志) 권48~51 (4권): 가옥의 영조(營造)와 건축기술, 도량형기구와 각종 공작기구를 농기(農器)의 도보(圖譜)와 함께 소개하였다. 농촌의 기재·복식·실내장식·생활기구와 교통수단 등에 관해서 중국식과 조선식을 비교해가며 우리 나라 가정의 생활과학 일반을 다루었다.
10. 보양지 (葆養志) 권52~59 (8권): 도가적(道家的) 양생론을 편 논저로, 불로장생의 신선술(神仙術)과 상통하는 식이요법과 정신수도를 논하고, 아울러 육아법과 계절에 따른 섭생법을 양생월령표(養生月令表)로 해설하였다.
11. 인제지 (仁濟志) 권60~87 (28권): 의(醫)·약(藥) 관계를 주로 다루었으나 끝부분에는 구황(救荒) 관계 및 260종의 구황식품을 소개하였다.
12. 향례지 (鄕禮志) 권88~90 (5권): 지방에서 행해지는 관혼상제 및 일반 의식(儀式) 등에 관한 풀이이다.
13. 유예지 (游藝志) 권91~98 (6권): 선비들의 독서법 등을 비롯한 취향을 기르는 각종 기예를 풀이하였다.
14. 이운지 (怡雲志) 권99~106 (8권): 선비들의 취미생활에 관해 서술하였다.
15. 상택지 (相宅志) 권107~108 (2권): 조선 땅의 지리 전반을 다뤘다.
16. 예규지 (倪圭志) 권109~113 (5권): 조선의 사회경제를 다룬 것으로 양입위출(量入爲出)·절생(節省)·계금(戒禁)·비예(備豫) 등을 다룬 것과 무역이나 치산(置産) 등을 다룬 화식(貨殖) 등이 논술하였다. 전국의 시장 날짜까지 수록하였다.

### 번역 및 출간
1930년대 일제하에서 국학(國學) 붐이 일면서 《임원경제지(林園經濟志)》도 주목을 받았으나 워낙 분량이 방대하고 어려운 한문으로 되어 있어 다들 엄두를 못내고 있었다. 그러던 중 고려대 유전공학과를 졸업하고, 도올서원과 한림대 태동고전연구소에서 한학을 공부한 정명현이 뜻을 같이 하는 사람들과 2008년 3월 임원경제연구소를 차리고 본격적인 번역 작업에 돌입했다.
순수 민간연구소인 만큼 일반의 후원을 절실히 필요로 하고 있다.
2015년에는 풍석문화재단이 설립되어 《임원경제지》 번역 지원과 학술대회 개최, 요리연구소의 운영 등 다양한 사업을 펼치고 있다.

## 기타 저서
- 《난호어목지(蘭湖魚牧志)》
- 《누판고》(鏤板考)
- 《행포지(杏浦志)》
- 《금화경독기(金華耕讀記)》[7]
- 《종저보(種藷譜)》
- 《향례합편(鄕禮合編)》
- 《풍석전집(楓石全集)》
- 《번계시고(樊溪詩稿)》[8]

## 가족 관계
- 고조부: 서문유(徐文裕)
  - 증조부: 서종옥(徐宗玉)
    - 종조부: 서명익(徐命翼)
      - 아버지: 서호수(徐浩修) - 생부 서명응(徐命膺)의 장남, 종조부 서명익(徐命翼)에게 양자로 출계
      - 어머니: 김덕균(金德均)의 딸
        - 형님: 서유본(徐有本)
        - 형수: 빙허각 이씨(憑虛閣李氏)
          - 조카: 윤치대(尹致大)에게 출가

        - 동생: 서유락(徐有樂)
        - 동생: 서유비(徐有棐)

    - 종조부: 서명성(徐命誠)
      - 숙부: 서형수(徐瀅修) - 생부 서명응(徐命膺)의 차남, 종조부 서명성(徐命誠)에게 양자로 출계

    - 조부: 서명응(徐命膺)
    - 조모: 이정섭(李廷燮)의 딸
      - 숙부: 서낙수(徐樂修)
      - 숙부: 서책수(徐策修)
      - 숙부: 서채수(徐采修)
      - 양부: 서철수(徐澈修) - 양부이자 숙부
      - 숙부: 서유수(徐柔修)

## 현대적 평가
동시대의 실학자 다산 정약용이 법과 제도를 개혁하여 '나라다운 나라'를 만들고자 했다면 서유구는 《임원경제지》를 통해 백성들이 좀 더 잘사는 '풍요로운 나라'를 그리려고 했다. 그는 당시 성리학에 매몰된 선비들이 입만 살아서 "흙으로 끓인 국과 종이로 만든 떡"(토갱지병, 土羹紙餠)을 일삼는다고 비판했다.
서유구는 바로 이러한 애민정신에서 비롯되어, 한 사람이 했다고 도저히 믿어지지 않을 정도로, 조선과 중국의 문헌을 참조하고 인용·정리해가며 《임원경제지》에 하나라도 더 실생활에 도움이 되는 지식·정보를 담으려고 애썼다. 그는 문화 콘텐트의 보고라 할 수 있는, 다방면에 달통한 보물창고를 후대에 전한 셈이다. 200년 전의 고루한 내용이 아니고 지금 농촌에서 생활하는 사람의 365일 일상을 재구성할 수 있는 데이터베이스라 할 수 있다.